# العلاقات الفلسطينية المونتينيغرية
العلاقات الفلسطينية المونتينيغرية هي العلاقات الدولية  بين دولة فلسطين وجمهورية الجبل الأسود.

## التاريخ
اعترفت فلسطين باستقلال الجبل الأسود عن صربيا في 24 يوليو 2006، واعترف الجبل الأسود بدولة فلسطين في 24 يوليو 2006، وأقامت الدولتان علاقات دبلوماسية في 1 أغسطس 2006.
يدعم الجبل الأسود مطلب فلسطين بالسيادة على الأراضي المحتلة عام 1967، وهناك تعاون مشترك في التراث الثقافي والسياحة.
استمر التمثيل الدبلوماسي الفلسطيني لدى الجبل الأسود عبر سفيرها في صربيا، وفي عام 2016 عُين ربيع الحنتولي والذي يُعد أول سفير فلسطيني مُقيم لدى الجبل الأسود. لا يوجد للجبل الأسود أي تمثيل دبلوماسي لدى فلسطين.